# Crime in the city
Crime in the city (Sixty to zero - part I) is een lied dat werd geschreven door Neil Young. Hij bracht het in 1989 uit op een single. Deze belandde op nummer 33 van de rocklijst van Billboard. Daarnaast plaatste hij het in hetzelfde jaar op zijn album Freedom.
De basis van het nummer ligt in de folkrock. Verschillende akkoorden kennen hun herkomst uit de latinrock en jazz. In het midden van het nummer is een solo met een saxofoon opgenomen.

## Inhoud
Op zijn album volgt het nummer direct op Rockin' in the free world dat het album zowel opent als afsluit. Net als dat nummer, focust ook dit zich op de Amerikaanse samenleving zoals Ronald Reagan deze na acht jaar presidentschap heeft achtergelaten.
Het lied bestaat uit twee delen, waarbij de inleiding door de eerste coupletten wordt gevormd en het vervolg als het ware een autobiografie is van een politieagent.
Het eerste couplet beschrijft deze agent. Zijn beste vriend was een rover en zijn vrouw was een dief. Hij rekende keihard met ze af, werd uit zijn bungalow afgevoerd en veroordeeld tot een levenslange gevangenisstraf. In het tweede couplet worden de rollen vervuld door een producer en een zanger. Ze hebben een perfecte compositie waarvoor een goede songtekst ontbreekt. Wat ze nodig hebben, is een songwriter die ver van het pad is afgeraakt.
Die wordt gevonden in de ontspoorde agent die in het verdere verloop van het lied vertelt dat er nog steeds criminaliteit in de steden heerst. Hij spreekt over zijn overtuigingen en is er zeker van dat hij het volgens de regels speelt. Daarnaast vertelt hij dat hij in een gebroken familie opgroeide. Hij werd van de bijbelschool gestuurd, toen hij vergelijkbaar respectloos reageerde op de predikant, als dat die naar hem had gedaan. Nu heeft de rechter hem levenslang gegeven. Hij sluit af met de hoop dat hij niet oud wordt.